# Prunières (Isèra)
Prunières és un municipi francès situat al departament de la Isèra i a la regió d'Alvèrnia-Roine-Alps. L'any 2007 tenia 372 habitants.

## Demografia

### Població
El 2007 la població de fet de Prunières era de 372 persones. Hi havia 148 famílies de les quals 38 eren unipersonals (25 homes vivint sols i 13 dones vivint soles), 38 parelles sense fills, 55 parelles amb fills i 17 famílies monoparentals amb fills.
La població ha evolucionat segons el següent gràfic:
Habitants censats

### Habitatges
El 2007 hi havia 177 habitatges, 154 eren l'habitatge principal de la família i 23 eren segones residències. 145 eren cases i 32 eren apartaments. Dels 154 habitatges principals, 106 estaven ocupats pels seus propietaris, 25 estaven llogats i ocupats pels llogaters i 22 estaven cedits a títol gratuït; 6 tenien dues cambres, 32 en tenien tres, 46 en tenien quatre i 70 en tenien cinc o més. 131 habitatges disposaven pel capbaix d'una plaça de pàrquing. A 61 habitatges hi havia un automòbil i a 78 n'hi havia dos o més.

### Piràmide de població
La piràmide de població per edats i sexe el 2009 era:
| Homes | Edats   | Dones |
| ----- | ------- | ----- |
| 0     | 95 o +  | 0     |
| 4     | 90 a 94 | 4     |
| 0     | 85 a 89 | 0     |
| 0     | 80 a 84 | 4     |
| 0     | 75 a 79 | 4     |
| 0     | 70 a 74 | 0     |
| 4     | 65 a 69 | 4     |
| 8     | 60 a 64 | 20    |
| 16    | 55 a 59 | 12    |
| 4     | 50 a 54 | 16    |
| 4     | 45 a 49 | 0     |
| 12    | 40 a 44 | 16    |
| 8     | 35 a 39 | 8     |
| 8     | 30 a 34 | 4     |
| 20    | 25 a 29 | 28    |
| 8     | 20 a 24 | 12    |
| 4     | 15 a 19 | 12    |
| 0     | 10 a 14 | 8     |
| 0     | 5 a 9   | 12    |
| 12    | 0 a 4   | 4     |

## Economia
El 2007 la població en edat de treballar era de 250 persones, 186 eren actives i 64 eren inactives. De les 186 persones actives 173 estaven ocupades (85 homes i 88 dones) i 13 estaven aturades (5 homes i 8 dones). De les 64 persones inactives 28 estaven jubilades, 19 estaven estudiant i 17 estaven classificades com a «altres inactius».

### Ingressos
El 2009 a Prunières hi havia 157 unitats fiscals que integraven 400 persones, la mediana anual d'ingressos fiscals per persona era de 17.551 €.

### Activitats econòmiques
Dels 10 establiments que hi havia el 2007, 3 eren d'empreses de construcció, 3 d'empreses de comerç i reparació d'automòbils, 3 d'empreses de serveis i 1 d'una entitat de l'administració pública.
Dels 4 establiments de servei als particulars que hi havia el 2009, 1 era un taller de reparació d'automòbils i de material agrícola, 1 guixaire pintor, 1 lampisteria i 1 electricista.
L'any 2000 a Prunières hi havia 6 explotacions agrícoles.

## Equipaments sanitaris i escolars
El 2009 hi havia una escola elemental.

## Poblacions més properes
El següent diagrama mostra les poblacions més properes.